# Katangaweber
Der Katangaweber (Ploceus katangae, Syn.: Loxia katangae) zählt innerhalb der Familie der Webervögel (Ploceidae) zur Gattung der Ammerweber (Ploceus).
Dieser Vogel wurde früher als Unterart (Ssp.) des Maskenwebers (Ploceus velatus), des Ruwet-Webers (Ploceus ruweti), des Reichardwebers (Ploceus reichardi) oder des Dotterwebers (Ploceus vitellinus) angesehen.
Der lateinische Artzusatz bezieht sich auf die Provinz Katanga.
Der Vogel kommt im Südosten der Demokratischen Republik Kongo und im Norden Sambias vor.
Das Verbreitungsgebiet umfasst feuchte Lebensräume, gern entlang von Flüssen mit hohem Schilf- oder Papyrusbewuchs.

## Merkmale
Die Art ist 13 cm groß und ist damit ein kleiner Webervogel, auch kleiner als der ähnliche Maskenweber. Das Männchen hat im Brutkleid Schwarz auf Stirn, Zügeln, Wangen, Ohrdecken, Kinn und Kehle mit schmaler Ausdehnung auf die Brust. Der Scheitel ist safrangelb, der Nacken goldgelb wie die Unterseite. Der Bürzel ist grünlich-gelb. Weibchen und Jungvögel sind blasser gefiedert.

## Geografische Variation
Von der International Ornithological Union und von Avibase werden folgende Unterarten anerkannt:
- P. k. upembae (Verheyen, 1953) – Südosten der Demokratischen Republik Kongo
- P. k. katangae (Verheyen, 1947), Nominatform – äußerster Südosten  der Demokratischen Republik Kongo und Nordsambia

Erstgenannte wird vom Handbook of the Birds of the World als eigenständige Art Upembaweber (Ploceus upembae) geführt, der Katangaweber (Ploceus katangae) demzufolge als monotypisch angesehen.

## Stimme
Der Gesang des Männchens wird als ausgedehntes Schwatzen, der Kontaktruf als „chuk“ beschrieben.

## Lebensweise
Die Nahrung ist nicht bekannt.
Die Brutzeit liegt zwischen Januar und März im Kongo und zwischen September und Oktober sowie im März in Sambia.
Katangaweber sind wahrscheinlich polygyn, brüten in kleinen Kolonien, aber auch einzeln.

## Gefährdungssituation
Der Bestand gilt als nicht gefährdet (Least Concern).